# Jaderná elektrárna Cooper
Jaderná elektrárna Cooper (anglicky Cooper nuclear power plant) je provozní jaderná elektrárna ve Spojených státech. Nachází se v americkém státě Nebraska, poblíž města Brownsville. Jediný reaktor elektrárny má hrubý elektrický výkon 801 MW. Elektrárnu vlastní Nebraska Public Power District a provozuje společnost Entergy. Elektrárna je pojmenována po Guyovi Cooperovi starším a mladším jako uznání jejich přínosu pro veřejnou elektrickou síť v Nebrasce.

## Historie a technické informace

### Výstavba
Výstavba jediného provozovaného bloku elektrárny Cooper byla oficiálně zahájena dne 1. června 1968. Jedná se o varný typ reaktoru, model BWR-4 s kontejnmentem Mark-1 od společnosti General Electric. Hrubý výkon bloku dosahuje 801 MW a čistý, který je odesílán do sítě činí 769 MW.

### Uvedení do provozu
Blok elektrárny Cooper dosáhl poprvé kritického stavu dne 21. února 1974. Do sítě byl přifázován 10. května 1974 a do komerčního provozu byl převeden 1. července 1974.
Elektrárna má od NRC udělenou provozní licenci do 18. ledna 2034.

### Okolní obyvatelstvo
NRC definuje dvě zóny havarijního plánování kolem jaderných elektráren. První o poloměru 16 kilometrů, která se týká především vystavení radioaktivní kontaminace vzduchu a poté druhou o poloměru 80 kilometrů, jež se zabývá kontaminací potravin a vody.
Podle studie NRC zveřejněné v srpnu 2010 byl odhad každoročního rizika zemětřesení dostatečně silného na to, aby způsobilo poškození aktivní zóny reaktoru 1 ku 142 857.

### Incidenty
V červnu 2011 byla elektrárna zaplavena stoupající hladinou řeky Missouri. Americký prezident Barack Obama vyhlásil ve státu stav nouze a uvolnil federální prostředky na opatření pomoci. Hladina vody dosáhla 19. června 2011 téměř 13 metrů.
V březnu 2019 byla během povodní naměřena ještě vyšší hladina vody a byly provedeny přípravy na rychlé odstavení. K elektrárně se již nebylo možné dostavit po souši a přepravu pracovníků musely převzít vrtulníky, ale kritické hladiny vody (13,9 m) nebylo dosaženo.

## Informace o reaktorech
| Reaktor  | Typ reaktoru  | Výkon  | Výkon  | Zahájení výstavby | Připojení k síti | Uvedení do provozu | Uzavření |
| Reaktor  | Typ reaktoru  | Čistý  | Hrubý  | Zahájení výstavby | Připojení k síti | Uvedení do provozu | Uzavření |
| -------- | ------------- | ------ | ------ | ----------------- | ---------------- | ------------------ | -------- |
| Cooper-1 | BWR-4 218-548 | 769 MW | 801 MW | 1. 6. 1968        | 10. 5. 1974      | 1. 7. 1974         |          |